# Generalni sekretar Nata
Generalni sekretar Nata (angleško Secretary General of NATO) je mednarodni diplomat, ki je najvišji funkcionar zveze NATO. V svoji funkciji je vodja Mednarodnega štaba, predsednik Severnoatlantskega sveta, Odbora za obrambno načrtovanje, Skupine za jedrso načrtovanje, Sveta NATO-Rusija, Evroatlantskega partnerskega sveta in Sredozemske skupine za sodelovanje. Hkrati je glavni predstavnik Nata v pogajanjih z drugimi državami oz. mednarodnimi organizacijami. Njegov primarni pomočnik je namestnik generalnega sekretarja Nata, medtem ko je njegov vojaški svetovalec načelnik Vojaškega odbora Nata.

## Seznam
Glej stran: Seznam generalnih sekretarjev Nata